# Kristoffer Lepsøe
Kristoffer Lepsøe, né le 15 mars 1922 et mort le 26 mars 2006, est un rameur d'aviron norvégien.

## Palmarès

### Jeux olympiques
- Londres 1948
  -  Médaille de bronze en huit de pointe avec barreur[1]

### Championnats d'Europe
- Championnats d'Europe d'aviron 1949
  -  Médaille de bronze en quatre sans barreur.